# Melitaea corythallia
Melitaea corythallia är en fjärilsart som beskrevs av Eugen Johann Christoph Esper 1780. Melitaea corythallia ingår i släktet Melitaea och familjen praktfjärilar. Inga underarter finns listade i Catalogue of Life.